# 11966 Plateau
11966 Plateau este un asteroid din centura principală de asteroizi.

## Descriere
11966 Plateau este un asteroid din centura principală de asteroizi. A fost descoperit pe 12 august 1994 la Observatorul La Silla de Eric Walter Elst. El prezintă o orbită caracterizată de o semiaxă mare de 2,83 ua, o excentricitate de 0,04 și o înclinație de 1,0° în raport cu ecliptica.